# Hydraschema villiersi
Hydraschema villiersi là một loài bọ cánh cứng trong họ Cerambycidae.